# ۲۴-خانه
در هندسه، ۲۴-خانه (انگلیسی: 24-cell) به یک ۴-چندبر محدب منتظم (تعمیم جسم افلاطونی در فضای چهار بعدی) با نماد شلفلی  {۳٬۴٬۳} گفته می‌شود. محیط ۲۴-خانه از اتصال ۲۴ هشت‌وجهی منتظم تشکیل می‌شود که روی هم ۹۶ وجه مثلث متساوی‌الاضلاع، ۹۶ ضلع، و ۲۴ رأس دارند. در هر رأس شش خانه (هشت‌وجهی منتظم) به هم می‌رسند و هر ضلع بین سه خانه مشترک است. ۲۴-خانه یک چندبر خود مزدوج است و به همین دلیل در فضای سه‌بعدی چندوجهی متناظر مناسبی ندارد.